# GO GO サマー!
「GO GO サマー!」（ゴー ゴー サマー!）は、KARAの4枚目のシングル。2011年6月29日にユニバーサルミュージックから発売。

## 概要
- 「GO GO サマー!」は、日本語曲がオリジナルバージョンであり、韓国語曲は2014年まで作られていなかった。 なお、韓国語バージョンの音源は公表されておらず、番組やショーケースの披露のみ。
- 初回盤A・B・C、通常盤の4種形態で販売される。初回盤A・B・Cはそれぞれジャケットと特典が異なり、通常盤は初回盤Cと同じ物が使われている。
- この曲のミュージックビデオでは、日本発祥のダンス「パラパラ」を披露し、それを「カラパラ」と命名した[2]。
- 「GO GO サマー!」をアレンジした「GO GO サマー!（bright Ver.）」が、LG Electronics「スマートフォン Optimus bright（L-07C）」のCMタイアップソングに採用された[3]。
- カップリング曲の「ガールズ ビー アンビシャス!」は、ダリヤ「パルティ 泡パックヘアカラー」TVCM『泡KARAデビュー!』編のCMソングとして採用された[4]。
- 2011年6月15日より「GO GO サマー!」の着うたと着信ムービーが先行配信され、同年6月22日発表のレコチョク週間ランキングで1位を獲得した。また、2011年6月22日より着うたフル（R）/ダウンロード（シングル）とビデオクリップが配信され、同年6月23日発表のレコチョクデイリーランキングにおいて着うた、着信ムービーとともに4部門で1位を獲得し、四冠を達成した[5]。
- 発売初週に11.4万枚を売り上げ、「ジェットコースターラブ」に続き2作連続で初週売上10万枚突破となった。2作連続での初週売上10万枚突破は海外女性アーティストとして史上初の快挙である[6]。
- 「レコチョク2011年上半期ランキング」において、「GO GO サマー!」が着信ムービーランキングで5位を獲得した[7]。
- 「レコチョク2011年7月度月間ランキング」において、「GO GO サマー!」が「ダウンロード（シングル）ランキング」、「着うたランキング」で首位を獲得し、「レコチョクアワード月間最優秀楽曲賞 2011年7月度」の二冠を達成した[8]。また、「ビデオクリップランキング」、「着信メロディランキング」でも首位となり、併せて4部門で首位を獲得した[9][10]。

- 「レコチョク2011年年間ランキング」において、「GO GO サマー！」が着うたランキングで3位を獲得した[11]。

## 仕様
- 【初回盤A】CD+DVD
- 【初回盤B】CD+28Pフォトブック
- 【初回盤C】CD ボーナストラック
- 【通常盤】CD

## 収録曲

### CD
| # | タイトル                                               | 作詞         | 作曲                             | 編曲                               | 時間 |
| - | ------------------------------------------------------ | ------------ | -------------------------------- | ---------------------------------- | ---- |
| 1 | GO GO サマー!                                          | Yu Shimoji   | Han Sang Won Lee Sang Ho Kimzart | Han Sang Won Lee Sang Ho ArmySlick | 3:20 |
| 2 | ガールズ ビー アンビシャス!                            | PA-NON       | Hwang Seong Je                   | Hwang Seong Je                     | 3:35 |
| 3 | GO GO サマー! (Instrumental)                           | Yu Shimoji   | Han Sang Won Lee Sang Ho Kimzart | Han Sang Won Lee Sang Ho ArmySlick | 3:20 |
| 4 | ガールズ ビー アンビシャス! (Instrumental)             | PA-NON       | Hwang Seong Je                   | Hwang Seong Je                     | 3:35 |
| 5 | TO ME (韓国語曲) ボーナストラック。初回盤Cにのみ収録。 | Jo Yong Hoon | Jo Yong Hoon                     | Jo Yong Hoon                       | 3:30 |

### DVD
1. GO GO サマー! (Music Clip)
2. GO GO サマー! (Dance Shot Ver.)
3. GO GO サマー! (Music Clip オフショット)

## タイアップ
- GO GO サマー!（bright Ver.）（「GO GO サマー!」のアレンジバージョン）
  - LG Electronics「ドコモ スマートフォン Optimus bright（L-07C）」CMタイアップソング
- ガールズ ビー アンビシャス!
  - ダリヤ「パルティ 泡パックヘアカラー」TVCM『泡KARAデビュー!』CMソング